# Inazuma Eleven GO (serie animata)
Inazuma Eleven GO (イナズマイレブンGO?, Inazuma Irebun GO) è una serie televisiva anime di genere spokon prodotta da Oriental Light and Magic e trasmessa da TV Tokyo, appartenente alla serie iniziata con Inazuma Eleven. In realtà il videogioco è uscito il 15 dicembre 2011, mentre l'anime era già iniziato nel 4 maggio 2011, al termine della precedente serie Inazuma Eleven, ed è terminato nel 11 aprile 2012 con un totale di 47 episodi ufficiali, lasciando il posto alla successiva serie Inazuma Eleven GO Chrono Stones. Anche il manga tratto da Inazuma Eleven GO è iniziato dopo l'anime, il 15 ottobre 2011, dopo la fine del primo manga Inazuma Eleven, e come quest'ultimo è realizzato da Ten'ya Yabuno e pubblicato da Shogakukan sulla famosa rivista CoroCoro Comic. La trama del manga Inazuma Eleven GO copre anche gli eventi della successiva serie anime Inazuma Eleven GO Chrono Stones, a partire dal terzo volume, e della penultima serie, Inazuma Eleven GO Galaxy, solo nel settimo volume. Il manga è terminato il 15 marzo 2014. In Italia esso è edito dalla J-Pop e la sua pubblicazione è avvenuta dal 25 maggio al 29 dicembre 2016.
L'anime è stato trasmesso in Italia sul canale Disney XD: i primi 20 episodi sono andati in onda dal 1º al 23 luglio 2013, gli altri dal 14 ottobre al 19 novembre 2013. In chiaro è stato trasmesso per la prima volta dal 6 al 21 luglio 2014 sul canale Rai Gulp.
Un film d'animazione in 3D tratto da una parte del videogioco, intitolato Gekijōban Inazuma Eleven GO - Kyūkyoku no kizuna Gryphon (劇場版 イナズマイレブンGO 究極の絆 グリフォン?, Gekijōban Inazuma Irebun Gō - Kyūkyoku no kizuna Gurifon, lett. "Inazuma Eleven GO - Il film - Il legame definitivo Gryphon"), è uscito in Giappone il 23 dicembre 2011. Un secondo film d'animazione intitolato Gekijōban Inazuma Eleven GO vs Danball senki W (劇場版イナズマイレブンGO vs ダンボール戦機W?, Gekijōban Inazuma Irebun Gō buiesu Danbōru senki daburu), che è un crossover fra Inazuma Eleven GO e Danball senki W (seguito di Little Battlers eXperience), altra serie animata tratta da un videogioco della Level-5, è uscito in Giappone il 1º dicembre 2012. Nel secondo film compaiono anche i personaggi di Inazuma Eleven GO Chrono Stones.

## Trama
Sono passati dieci anni dagli eventi del Football Frontier International, che hanno visto l'Inazuma Japan campione del mondo; in quest'epoca il calcio ha raggiunto un livello mondiale, e il Quinto Settore (フィフスセクター?, Fifusu Sekutā, lett. "Fifth Sector") controlla e dirige tutte le squadre del Giappone, decidendo in anticipo i risultati delle partite ed inviando giocatori detti Imperiali (シード?, Shīdo, lett. "Seed"). La storia parla di Arion Sherwind, nuovo arrivato alla Raimon Jr. High e del capitano della Raimon Riccardo Di Rigo. L'allenatore della Raimon sarà Mark Evans (all'età di 23-24 anni). Nella serie appariranno anche Seymour Hillman, Percy Travis, Silvia Woods, Celia Hills, Axel Blaze, Jude Sharp, David Samford, Shawn Froste, Archer Hawkins, Nelly Raimon, Scott Banyan, William Glass, Steve Grim, Byron Love, Kevin Dragonfly, Camelia Travis, Austin Hobbes, Darren LaChance, Xavier Foster, Jordan Greenway, Nathan Swift, Jack Wallside, Caleb Stonewall, il professor Wintersea ed il signor Veteran.

### L'inizio: la partita contro i Cavalieri Oscuri e il club di calcio della Raimon
Arion Sherwind è arrivato da pochissimo alla Raimon e vorrebbe vedere lo stadio della Raimon Eleven. Qui incontra la professoressa Celia, che gli fa fare un piccolo tour. Il tour viene interrotto dall'arrivo di Victor Blade, un ragazzo che ha sbaragliato da solo l'intera squadra di riserva della Raimon. Arion decide di affrontare Victor per l'orrendo spettacolo e parte una sfida tra i due di abilità individuali con il pallone. Arion, che non aveva mai giocato a calcio, è in netto svantaggio; a quel punto Victor usa la sua tecnica speciale della Stoccata Micidiale per abbattere definitivamente Arion. Quest'ultimo però ricorda il momento in cui il calcio entrò nella sua vita, quando Axel, mentre era stato cacciato dalla Raimon nella seconda stagione della prima serie, lo salva da una trave che gli stava cadendo addosso calciando un pallone (che poi rimarrà a Arion) con disegnato sopra il logo della Raimon. Arion evoca il suo Spirito Guerriero (Keshin), ancora nella forma ombra, e blocca il tiro nello stupore generale anche dello stesso Victor. In quel momento arriva la Raimon Eleven vera e propria, capitanata da Riccardo Di Rigo.
Victor chiama i suoi compagni di squadra e informa loro che è stato incaricato di sostituire la Raimon con i Cavalieri Oscuri (黒の騎士団?, Kuro no Kishidan, lett. "Cavalieri Neri"), squadra di cui è il capitano. Comincia allora una partita tra la Raimon Eleven e i Cavalieri Oscuri arbitrata dal signor Veteran. Nei primi secondi la Raimon grazie all'attacco combinato di Riccardo e Doug riesce a tirare in porta, ma il portiere Lance Speares neutralizza il tiro di MacArthur senza neanche muoversi. Dopo il rilancio del portiere, la Raimon subisce il primo goal dai Cavalieri Oscuri, ad opera dell'attaccante Flam Berger, senza che Samguk possa muoversi. Successivamente, Victor sigla il 2-0 con la sua Stoccata Micidiale che Samguk non riesce a bloccare, seppur utilizzando la sua tecnica micidiale Parata Ardente. Ai due goal fatti, ne seguiranno molti altri fino a quando Percy Travis (l'allenatore della Raimon Eleven) decide di far entrare Arion con il numero 18 al posto di Doug. Arion compie a metà una splendida azione individuale, poi però viene bloccato da Victor, che evoca il suo Spirito Guerriero: Maestro Spadaccino Lancelot. Egli inoltre continua ad infierire sui giocatori della Raimon (specialmente su Riccardo) dicendo che il calcio è solo una perdita di tempo.
Nel sentire queste parole, Riccardo, il capitano della Raimon, evoca il suo Spirito Guerriero e, dopo uno scontro con lo Spirito Guerriero di Victor, la partita si interrompe sul 13-0. I Cavalieri Oscuri, sotto l'ordine del loro presunto allenatore Sabel Sabel, abbandonano la partita e Riccardo sviene in mezzo al campo. Più tardi Arion raggiunge la sede del club di calcio della Raimon e nella stanza infuria un'accesa discussione tra i membri della Raimon e quelli della squadra di riserva, adirati per l'umiliazione inflitta da Victor. Tutti i membri della squadra di riserva decidono di andarsene e a questi si aggiungono anche Lars Dijkstra e Sven Johansson, che fanno parte della prima squadra, sotto gli occhi stupefatti dei loro compagni. Anche il capitano della seconda squadra Hugues Baudet e il suo fedele amico Shunsuke Aoyama decidono di abbandonare la squadra di riserva, che viene quindi definitivamente sciolta. Il giorno dopo, Riccardo inizia a dubitare di meritare il titolo di capitano della sua squadra, in quanto non ha fatto molto per fermare gli attacchi di Victor nella partita del giorno prima.
Il coach Travis organizza una selezione per scegliere due nuovi membri per la squadra, dopo l'abbandono di Lars e Sven, e a questa selezione partecipano anche Arion Sherwind e Jean-Pierre "J.P." Lapin, un simpatico ragazzino che entra subito in sintonia con Arion, più altri 3 ragazzi della scuola.
Questi ultimi non si danno da fare, mentre Arion e Jean-Pierre ce la mettono tutta: alla fine, i due vengono scelti per giocare nella Raimon.

### La partita truccata: Raimon contro Istituto Superiore per Prodigi
Nel frattempo, alla Raimon, giunge la notizia che la squadra deve affrontare, per volere del Quinto Settore, l'Istituto Superiore per Prodigi (栄都学園?, Eito Gakuen), una squadra formata da eccentrici ragazzi occhialuti. Il Quinto Settore, inoltre, ha ordinato alla Raimon di perdere apposta la partita con il punteggio di 3-0 per l'Istituto Superiore per Prodigi. Tutti i giocatori della Raimon, eccetto Arion e Jean-Pierre, si demoralizzano. Quel pomeriggio Riccardo sta passeggiando tranquillamente per le vie della città quando viene fermato da una donna. Ella gli presenta suo figlio, Ian Stein, che gioca come centrocampista nell'Istituto Superiore per Prodigi.
La donna, dando a Riccardo come tangente dei biglietti di un concerto di musica classica, poiché ne è appassionato, tenta di corrompere il capitano della Raimon per consentire a suo figlio di segnare almeno un goal nella partita. Riccardo rimane fortemente colpito da questo episodio, e non manterrà la promessa fatta alla donna. Il giorno dopo, alla sede dell'Istituto Superiore per Prodigi, la Raimon gioca una partita squallida: l'attacco formato da Doug e Michael non realizza goal, il centrocampo viene costantemente messo in difficoltà e i difensori non intervengono per fermare l'offensiva dell'Istituto Superiore per Prodigi, che all'inizio del secondo tempo sta già vincendo per 3-0 grazie alla Traiettoria Perfetta eseguita ben tre volte dal centrocampista Moe Sart e che Samguk volontariamente non ha fermato, come stabilito dal Quinto Settore. Gli unici giocatori che vanno contro la decisione del Quinto Settore sono proprio Arion e Jean-Pierre, che giocano al meglio delle possibilità lasciando inorriditi gli altri giocatori (che si aspettavano una diversa reazione). Ma gli sforzi di Arion per dare fiducia ai compagni non danno i loro frutti.
Alla fine solo Riccardo, colpito dalla forza di Arion, reagirà colpendo con violenza il pallone, sotto gli occhi di tutti. Il portiere Scal cerca di neutralizzare il tiro con la tecnica Parata Acrobatica, ma la potenza del colpo di Riccardo scaraventa lui stesso in rete: 3-1 per l'Istituto Superiore per Prodigi. La Raimon perde, ma ha violato gli ordini del Quinto Settore.

### L'abbandono di Percy Travis e l'arrivo di Mark Evans
Il giorno dopo, il coach Percy lascia la panchina della Raimon, lasciando il posto al suo vero allenatore: Mark Evans.
Appena arrivato, tutti sono entusiasti di vederlo e, in quanto allenatore, vorrebbe vedere quanto sono bravi i suoi giocatori. Tutti i componenti della Raimon (tranne Gabriel e Riccardo, che guardavano in disparte), riescono a centrare la porta, ad eccezione di Arion che per l'entusiasmo sfodera un ottimo tiro ma con pessima precisione: Arion subito si rimprovera ma Mark dice che con un po' di allenamento il suo tiro sarà perfetto.
Mark convince anche Victor Blade (che ha seguito la Raimon in quanto ha sentito ottime voci su Mark) a tirare in porta, dicendogli che il calcio è divertente ed appassionante, facendo scaturire l'ira del ragazzo, che utilizza la Stoccata Micidiale per dare una lezione a Mark: tutti temono per lui in quanto il tiro di Victor è velocissimo, ma Mark lo schiva spostando di poco la testa, sotto lo stupore generale. Victor, indignato, decide di andarsene.
È notte, e Mark e Percy si ritrovano a parlare sotto la torre della città: Percy ha intenzione di lasciare la città e cede ufficialmente il ruolo di allenatore della Raimon a Mark, che accetta con fermezza, mentre il suo ex-allenatore si allontana. Riccardo, però, si trova in uno stato di depressione e scrive una lettera di dimissioni dalla squadra. Arion però, non vuole accettare ciò e va a casa di Riccardo per parlargli: dapprima, Riccardo non vuole tornare in squadra, poi accetta la proposta di disputare un allenamento con Arion e Jean-Pierre. Dopo un po', Riccardo si sfoga usando la sua tecnica di tiro: il Tiro Sonoro. Dopo ciò, comincia a tornare a casa ma Arion lo fa rimanere e dopo un po', sotto lo stupore generale, riesce a ultimare la sua tecnica di dribbling: Giro di Vento. A quel punto arriva Mark e fa rientrare Riccardo in squadra. Qualche giorno dopo comincia il campionato Cammino Imperiale (ホーリーロード?, Hōrī Rōdo, lett. "Holy Road"), il torneo nazionale di calcio (equivalente al Football Frontier) organizzato dal Quinto Settore.

### La fase regionale del Cammino Imperiale

#### Ottavi di Finale: Raimon contro Collegio Via Lattea e i primi segni di ribellione
Finalmente comincia la fase regionale del campionato Cammino Imperiale, e la Raimon viene inserita nel gruppo della regione di Kanto. La prima partita che la Raimon disputerà sarà contro il Collegio Via Lattea (天河原?, Tengawara), capitanato dal tranquillo Jimmy Kirk, a differenza dei suoi compagni molto scorretti e arroganti, come ad esempio Zabor Ricker e Lucas Skywalk. Il Quinto Settore ha ordinato alla Raimon di perdere questa volta per 2-0. All'inizio la Raimon è in difficoltà, poiché molti giocatori non vogliono giocare per andare contro il Quinto Settore, però poi grazie a Arion e Jean-Pierre la Raimon si porta sull'1-0 grazie a Riccardo, che con il suo tiro Tiro Sonoro spiazza il portiere Starbuck Rogers. Colpito dalla forza di Arion e Jean-Pierre, Riccardo è il primo giocatore a ribellarsi al Quinto Settore.
Il Collegio Via Lattea, tuttavia, passa subito all'offensiva e poco prima della fine del primo tempo, Ricker sfodera il suo Spirito Guerriero: Falcone Tonante Soprannaturale e la sua tecnica di tiro dello Spirito Guerriero, Ali di Falco, che travolge Samguk, che però aveva tentato la parata, siglando l'1-1. Finisce così il primo tempo, e lo stesso Ricker schernisce Samguk sull'ultima azione; il ragazzo rimane molto deluso, anche perché allo stadio è presente sua madre, che non andava allo stadio da tempo. Negli spogliatoi i giocatori della Raimon sono scoraggiati e non sanno cosa devono fare per poter giocare tranquillamente, ma le parole coraggiose di Mark riescono in qualche modo a diradare le tenebre nel cuore di Samguk, nonostante il preside Goldwin abbia ordinato a Mark di tacere e di non incoraggiare i suoi giocatori. Infatti, nel secondo tempo, Samguk, dopo aver ricordato la sua infanzia in cui giocava felice con i suoi compagni e colpito dalla forza di Arion e Jean-Pierre, si avventa sul pallone diretto verso Ricker, afferrandolo.
Dopodiché, egli serve Arion che si libera di Skywalk con il Giro di Vento, guidato dalla Tattica Micidiale Virtuoso di Riccardo il quale, ricevuta la palla, serve Jean-Pierre che nonostante sia in netto ritardo riesce ad agguantare con un salto poderoso la palla. Ma il violento Ricker spinge via Jean-Pierre e si dirige furibondo verso la porta della Raimon evocando il suo Falcone Tonante Soprannaturale, e tira a rete con la tecnica Ali di Falco; Arion con una velocità sonica blocca il tiro col petto, rivelando una strana aura dietro la schiena, ma la potenza del tiro lo sbalza via. Riccardo tenta di fermare il tiro evocando il suo Spirito Guerriero, ma esso è ancora troppo debole per indebolire il tiro e viene sbalzato via. Quando ormai tutto sembra perduto, Samguk con la Parata Ardente riesce ad afferrare il potente tiro ormai indebolito da Arion e Riccardo, lasciando sbigottito Ricker. Samguk, infatti, colpito anch'egli da Arion, Jean-Pierre e Riccardo, decide di ribellarsi e di iniziare a giocare veramente, vista anche la presenza della madre, sua fonte di forza. Poi, con una serie di passaggi, arriva la palla a Riccardo, che da un nome al suo Spirito Guerriero: Direttore d'Orchestra e riesce ad ultimare il tiro del suo Spirito Guerriero, cioè Armonia Atomica; Ricker con il suo tenta un blocco disperato ma la potenza del tiro lo sbalza via ed esplode nella rete di Rogers: 2-1. La Raimon vince la partita, violando ancora una volta l'ordine di perdere del Quinto Settore.

#### I quarti: Raimon contro Collegio Fiducia Incrollabile
Il successivo avversario della Raimon è il Collegio Fiducia Incrollabile (万能坂?, Mannōzaka), e il giorno prima della partita Doug, stanco della situazione, decide di abbandonare ufficialmente la squadra. Al suo posto, entrerà con il numero 10 (ereditato proprio dallo stesso Doug) Victor, nello stupore generale di tutti. Com'è possibile infatti che quello che prima era uno dei più acerrimi nemici della Raimon diventi un suo membro? È palese notare che Victor decide di entrare nella Raimon con il preciso scopo di distruggerla; tant'è che rivela ai suoi nuovi "compagni" con tono sardonico che il Quinto Settore ha ordinato alla Raimon di perdere per 1-0. In questo clima di forte tensione Michael, iracondo, accusa Arion di essere lui il vero distruttore del club di calcio della Raimon, e non il Quinto Settore o Victor stesso.
Queste parole colpiscono Arion che, tuttavia, si riprende grazie alle incoraggianti parole di Silvia. Il giorno della partita Riccardo, Arion, Jean-Pierre e Samguk sono determinati a giocare veramente contro il Quinto Settore a differenza del resto della squadra, che vuole perdere. Ai quattro ribelli si aggiunge anche Gabriel "Gabi" Garcia, convinto da Riccardo ad unirsi a lui. La partita contro il Collegio Fiducia Incrollabile non comincia nel migliore dei modi: Victor, evitando l'attacco del capitano avversario Infinity Beyond, scaraventa volontariamente con violenza il pallone nella porta sbagliata, sbaragliando Samguk e segnando un clamoroso autogol. La Raimon prova a reagire con Riccardo e Arion, ma il Collegio Fiducia Incrollabile inizia un gioco violento ed aggressivo, che travolge tutti i giocatori della Raimon. Gabriel s'infortuna al legamento del piede dopo una caduta ed è costretto ad uscire. Nonostante la situazione drammatica, Arion non si arrende e continua ad avanzare con la palla al piede.
A quel punto l'allenatore del Collegio Fiducia Incrollabile dà ai suoi giocatori l'ordine di infortunare gravemente Arion. Dopo un primo tentativo fortunatamente fallito, Beyond tenta ancora di spezzare volontariamente a Arion la gamba con una scivolata. Spinto da un moto di umanità, Victor interviene spingendo via Arion, salvandolo dal colpo. A quel punto Beyond riferisce ironico a Victor il suo spregevole intento; in quel momento nella mente di Victor appare subito il ricordo del suo disgraziato fratello, infortunatosi alle gambe davanti ai suoi occhi dopo una caduta da un albero. Questa è la scintilla che permette al ragazzo di risvegliarsi e di ribellarsi al Quinto Settore; infatti egli recupera la palla e usa la sua Stoccata Micidiale contro il portiere avversario Aum Nirvana, che non si muove neanche per cercare di fermarla: 1-1. Finisce il primo tempo, e la Raimon è costretta a giocare il secondo tempo in dieci. La situazione però è critica: la squadra è divisa e gli unici che reagiscono sono i soliti Arion, Jean-Pierre e Riccardo mentre il resto della squadra rimane immobile in campo indifferente.
A causa di quest'indifferenza, il Collegio Fiducia Incrollabile ribalta il risultato: Nirvana neutralizza questa volta la Stoccata Micidiale di Victor con il suo Spirito Guerriero Titano Golia, per poi passare la palla all'attaccante Maxim Millennium che, con il suo Spirito Guerriero Illusionista Canaglia ed il suo tiro Scatola a Sorpresa, segna un goal contro Samguk: 2-1. La situazione va sempre più peggiorando, ma nonostante tutto Samguk protegge la porta con tutte le sue forze, ma si capisce che non è più in grado di continuare e, a quel punto, Jade si alza dalla panchina e si rivolge a Subaru, Michael, Adé, Eugene e Wanli con parole di fuoco, chiedendo loro perché non stiano aiutando i loro compagni in difficoltà. Proprio mentre Millennium sta per evocare il suo Spirito Guerriero, inaspettatamente Subaru corre verso di lui scaraventandolo via con la sua tecnica A Tutto Vapore, lasciando sbalorditi tutti. Successivamente, con la palla al piede, Subaru incoraggia i suoi compagni Adé, Eugene e Wanli a reagire. Infatti alcuni giocatori della Raimon utilizzano al meglio le loro tecniche micidiali rimaste fino ad ora nascoste: Adé si libera di un difensore con la tecnica Turbine d'Acqua e Wanli blocca Millennium con la sua tecnica Grande Muraglia.
L'unico ancora diffidente rimane Michael, che però passa la palla a Victor, durante l'azione del goal del pareggio. Infatti Victor, con il suo Spirito Guerriero Maestro Spadaccino Lancelot e al suo potentissimo tiro Angelo Perduto, realizza il pareggio della Raimon, battendo lo Scudo Titanico dello Spirito Guerriero del portiere avversario Nirvana. Il sigillo finale lo sigla Riccardo con il suo Tiro Sonoro, che Nirvana non riesce a fermare a causa della troppa stanchezza. La Raimon vince quindi per 3-2, e dopo questa gloriosa vittoria, tutti i membri della Raimon diventano liberi dall'oppressione del Quinto Settore.

#### La semifinale: Raimon contro Royal Academy e il ravvedimento di Victor
Un nuovo e temibile avversario aspetta la Raimon: la gloriosa e potentissima Royal Academy (Teikoku Gakuen), allenata nientemeno che da una vecchia e importante conoscenza di Mark: Jude Sharp. Inizialmente la Raimon doveva sfidare il Collegio Ultramega Edera (青葉学園?, Aoba Gakuen) ma, per un ordine di Alex Zabel, esso e la Royal sono state scambiate di girone, cosicché la Royal potesse sfidare la Raimon. La partita comincia il giorno dopo, e la Raimon si presenta sul campo della Royal Academy in dieci, vista la mancanza di Victor.
La squadra si trova subito in difficoltà poiché la Royal ha una difesa imbattibile ma cerca comunque di segnare provando invano una Tattica Micidiale chiamata Assalto Tuonante. Quando a provare la tecnica è Michael, tutti credono che la Raimon possa finalmente segnare, ma il difensore della Royal Academy Racon Yale evoca il suo Spirito Guerriero Drake Cavaliere Dragone e spazza via Michael. Più tardi, la Royal si porta sull'1-0 quando, poco prima della fine del primo tempo, il capitano della Royal Academy, Rex Remington, segna con la sua tecnica speciale Pinguino Imperatore n° 7 che Samguk non riesce ad afferrare con la Parata Ardente. Nonostante la potente difesa della Royal, la Raimon si fa ugualmente vedere dalle sue parti con Riccardo che tira a rete su assist di Arion col suo Tiro Sonoro. Incredibilmente però, il portiere avversario Princeton blocca il tiro senza nessuna Tecnica Micidiale. La Royal raddoppia subito dopo grazie allo Spirito Guerriero dello stesso Rex Remington, Corvo dalle Ali Nere, che batte la Parata Ardente di Samguk, mentre all'ospedale cittadino Victor è fortemente indeciso se giocare o meno la partita. Suo fratello, tuttavia, riesce ad infondergli coraggio e, poco prima dell'inizio del secondo tempo, Victor entra in campo con la divisa della Raimon, con una fiducia mai vista. Il suo ingresso favorisce l'attacco finale della Raimon; quest'ultima sigla l'1-2 grazie al tanto provato Assalto Tuonante. Grazie ad esso, Arion riesce a colpire a rete con la sua nuova tecnica di tiro: Furia del Vento, nonostante Princeton questa volta abbia usato la sua tecnica micidiale Parata Potente.
Il pareggio lo sigla Jean-Pierre, grazie alla sua Capriola Acrobatica che neutralizza ancora una volta la tecnica del portiere avversario. Nel finale di gara la Raimon spazza definitivamente la difesa nemica con la tattica Assalto Tuonante; Arion riceve il pallone e, nonostante sia tallonato da Rex, serve Victor che mette fine alla sfida con la sua nuovissima tecnica micidiale, la Rovesciata Micidiale: 3-2 per la Raimon.
Grazie alla vittoria con la Royal Academy, la Raimon accede alla finale regionale del Cammino Imperiale. Il giorno dopo, David Samford, che aiuta Jude nell'amministrazione della Royal, porta Mark e tutta la Raimon nella base segreta della Royal Academy, dove Jude, Percy Travis, Hillman, il signor Raimon e Firewill stanno preparando una ribellione contro il Quinto Settore: essi formano un gruppo chiamato Resistenza (レジスタンス?, Rejisutansu, lett. "Resistance"). Qui si viene a sapere il nome della persona a capo del Quinto Settore: Alex Zabel. Lo scopo della Resistenza è spodestare Alex Zabel dal ruolo di Imperatore (capo assoluto del Quinto Settore) per dare il ruolo ad Hillman, facendo in modo che il calcio torni un gioco pulito come tempo prima.
Il giorno dopo iniziano gli allenamenti per la finale: tutti sono eccitati, ma Riccardo sembra turbato, e le cause sono Hugues e Shunsuke, che sembrano demoralizzati (Riccardo, infatti, è un loro buon amico). Arion si fa allenare personalmente da Mark per migliorare la velocità ed apprendere una nuova tecnica, rapida a tal punto da non lasciare tempo all'avversario. Si fa sera e Mark invita Arion a casa sua per cena: ad aspettarli c'è Nelly, che si è sposata con Mark.
Qui Arion e Mark vengono (involontariamente) messi alla prova da Nelly, che cucina pietanze dall'aspetto fantastico ma dal sapore "meno" fantastico.

#### La finale: Raimon contro Accademia Baia dei Pirati
Il giorno dopo proseguono gli allenamenti, e Victor offre il suo aiuto a Arion, in quanto Victor capisce che Arion sta cercando di sviluppare non solo una nuova tecnica micidiale, ma anche il suo Spirito Guerriero (entrambi obiettivi che Arion completa nella finale della fase regionale del Cammino Imperiale). In finale, ad attendere la Raimon, c'è la temuta Accademia Baia dei Pirati (海王学園?, Kaiō Gakuen), capitanata dal fantomatico Davy Jones. Poco prima dell'inizio della partita, l'ex-capitano della squadra di riserva della Raimon Hugues e il suo amico Shunsuke decidono ufficialmente di entrare nella squadra, con l'approvazione di Riccardo e Mark. Hugues indosserà la maglia numero 13, mentre Shunsuke la numero 12.
La partita non parte bene per i nostri eroi: nel giro di pochissimi minuti, l'attaccante Corsair elude la Raimon e tira utilizzando la sua tecnica micidiale Pesci Volanti. Samguk, ancora una volta, non riesce a fermare il tiro e l'Accademia Baia dei Pirati si porta sull'1-0 dopo pochissimo tempo dall'inizio della partita. Subito dopo, ripreso l'incontro, la Raimon si fa vedere dalle parti dell'Accademia Baia dei Pirati con Michael che sfodera la sua nuova tecnica di tiro Serpente a Sonagli, facilmente bloccata però dal portiere avversario Achab con la sua tecnica micidiale Ancora Navale. Arion, inoltre, sventa un secondo goal grazie alla sua nuova tecnica di difesa: Vortice Turbinoso, che è tra l'altro la tecnica su cui Arion lavorava. Victor non fallisce nel segnare che con la sua Rovesciata Micidiale e la Raimon pareggia. L'Accademia Baia dei Pirati però non si arrende e il suo capitano Davy Jones sfodera il suo Spirito Guerriero Signore dei Mari Poseidone che travolge Samguk siglando il 2-1 per l'Accademia Baia dei Pirati. La squadra si porta successivamente sul 3-1 ancora una volta con la tecnica Pesci Volanti di Corsair che sbaraglia Samguk. Il primo tempo si chiude sul 3-1 per l'Accademia Baia dei Pirati, e Mark decide incredibilmente di far giocare Arion come portiere e Samguk come difensore. Arion accetta, anche se ancora insicuro.
Samguk diventa difensore con la maglia numero 17, mentre Arion si schiera in porta con la maglia numero 18. Proprio mentre l'Accademia Baia dei Pirati sta cercando di segnare con lo Spirito Guerriero di Dakkar Nemo Varius Supersonico, Arion riesce a realizzare e perfezionare il suo Spirito Guerriero Pegaso Alato, bloccando con la gamba di conseguenza il tiro di Nemo. Tutti sono soddisfatti e Mark decide di far ritornare Arion e Samguk ai loro ruoli originali. In quel momento, Eugene si riprende e decide di iniziare a giocare veramente; per questo sfodera la sua nuova tecnica micidiale: Super-scatto. Tutto diventa più facile per la Raimon: Victor porta nuovamente la Raimon sul 3-2, mentre Riccardo sigla il 3-3 con il suo Tiro Sonoro. L'Accademia Baia dei Pirati prova a reagire con un gran tiro del Varius Supersonico di Nemo, ma Samguk sfodera la sua nuova tecnica micidiale Barriera Monolitica per neutralizzare il tiro del centrocampista. Una volta respinto, serve il pallone a Riccardo che passa subito a Arion. Ben due giocatori della squadra avversaria, il capitano Jones e Octavus Kraken, sfoderano i loro Spiriti Guerrieri, rispettivamente Signore dei Mari Poseidone e Pedone Bianco, per cercare di fermare il centrocampista, ma nessuno dei due Spiriti Guerrieri nemici tiene testa al Pegaso Alato di Arion. A questo punto Arion crossa la palla a Jean-Pierre che con la sua Capriola Acrobatica sigla il 4-3 finale per la Raimon, che vince la fase regionale del torneo Cammino Imperiale.

### Il torneo del Cammino Imperiale

#### I trentaduesimi di finale: Raimon contro Accademia Militare Mare Lunare, il ritorno di Doug e l'entrata di Lucian Dark
Giorni dopo s'iscrive alla Raimon un nuovo studente di nome Aitor Cazador, che sembra timido ed impacciato ma al contrario nasconde un lato malvagio. Nella partitella organizzata da Silvia Woods tra la Raimon e una squadra locale, l'Età dell'Oro (秋空チャレンジャーズ?, Akizora Charenjāzu, lett. "Akizora Challengers"), capitanata dall'ormai adulto Scott Banyan, Aitor dimostra di avere una grande abilità come difensore, bloccando la tecnica Pinguino Imperatore n° 2 con la sua tecnica Rete da Caccia, e infatti diventa un membro a tutti gli effetti della Raimon, con la maglia numero 15. La Raimon poi vince per 1-0 con la Capriola Acrobatica di Jean-Pierre. La Raimon si prepara per iniziare il vero torneo del Cammino Imperiale, dopo aver vinto la fase regionale. Il torneo si svolge in una struttura che comprende sei stadi, chiamata Stadio Roulette (ロシアンルーレットスタジアム?, Roshian Rūretto Sutajiamu, lett. "Russian Roulette Stadium").
Oltre al torneo, c'è anche una contesa per decidere chi sarà il nuovo comandante del Quinto Settore tra Seymour Hillman e Alex Zabel. La prima avversaria è l'Accademia Militare Mare Lunare (月山国光?, Gassan Kunimitsu), capitanata dal portiere Alessandro Il Grande e allenata dallo stratega Sturm Schwartzkopf. Tuttavia i nostri eroi sono ancora più stupiti quando una vecchia conoscenza si fa vedere davanti a loro: Doug MacArthur. Egli è tornato dopo ben 11 episodi ed è diventato il nuovo attaccante dell'Accademia Militare Mare Lunare; è determinato a sconfiggere i suoi vecchi compagni. La Raimon arriva allo Stadio Turbina (サイクロンスタジアム?, Saikuron Sutajiamu, lett. "Cyclone Stadium"), uno dei campi dello Stadio Roulette, e agli occhi dei giocatori risultano strani alcuni ventilatori giganti lì presenti.
Non appena inizia la partita, i ventilatori si azionano all'improvviso generando vortici di vento che rendono impossibili le azioni di gioco della Raimon. Doug, ricevuta palla, tenta di segnare con il suo Tiro Sonico, ma Samguk lo respinge grazie alla sua Barriera Monolitica. Solo Arion riuscirà ad evitare quei vortici con il suo Giro di Vento per poi passare la palla a Michael che tira utilizzando il suo Serpente a Sonagli. Il portiere avversario, però, neutralizza la conclusione con il suo Spirito Guerriero Titano Gigante e la sua tecnica Presa D'Acciaio. Successivamente, il capitano lancia la palla e grazie all'aiuto dei vortici essa giunge rapidamente nell'area di rigore della Raimon. Gabriel e Aitor saltano contemporaneamente per intercettare la palla, ma incredibilmente Aitor passa la palla agli avversari. Doug ne approfitta e con il suo Tiro Sonico realizza il goal del vantaggio, approfittando anche della presenza di un vortice davanti alla porta della Raimon, il quale sbilancia Samguk. L'Accademia Militare Mare Lunare conduce quindi per 1-0, e mentre Gabriel rimprovera duramente Aitor, quest'ultimo gli rivela di essere un Imperiale. Il primo tempo finisce, e Mark decide di far giocare la Raimon in dieci nel secondo tempo, lasciando in panchina Gabriel e sostituendo Subaru con Jean-Pierre, vista la sua grande abilità nei salti, molto utili per evitare i cicloni.
Mark è convinto che Gabriel troverà il modo di ribaltare la situazione. La Raimon riesce a pareggiare grazie alla Furia del Vento di Arion, supportata dal Serpente a Sonagli di Michael, che batte il Titano Gigante di Alessandro. La Raimon riesce quindi a pareggiare, ma l'Accademia Militare Mare Lunare utilizza la sua tattica micidiale Assalto Tattico per mettere in difficoltà il reparto difensivo della Raimon. Evitata la difesa, l'Accademia Militare Mare Lunare si riporta in vantaggio grazie alla Testata Nucleare del centrocampista Leon Ohnepart, che in precedenza si era liberato di Adé con la tecnica Mina Terrestre. Gabriel, dalla panchina, riesce a trovare il difetto della tattica micidiale dell'Accademia Militare Mare Lunare e quindi Mark lo schiera nuovamente in campo. Grazie a Gabriel, l'Assalto Tattico viene vanificato, e Arion si lancia verso la porta di Alessandro con il suo Spirito Guerriero Pegaso Alato.
Quest'ultimo riesce a battere il Titano Gigante di Alessandro, e la Raimon si porta sul 2-2. Vista la situazione, Doug cerca in ogni modo di prendere palla per realizzare il gol della vittoria, ma viene costantemente bloccato. Grazie ad un'azione acrobatica di Aitor, Victor intercetta il pallone ed evoca il suo Maestro Spadaccino Lancelot. Nulla può la Presa D'Acciaio contro il potente Angelo Perduto di Victor e la Raimon vince la partita per 3-2. Nel finale, Doug saluta con onore il suo ex-capitano Riccardo e incredibilmente anche Arion. Gabriel capisce inoltre che Aitor non è un Imperiale (infatti aveva detto una bugia). Dopo la partita, la signorina Schiller va a far visita alla Raimon, e Mark le confessa che Aitor è davvero un giocatore eccezionale (egli era stato affidato proprio alla Schiller).
In seguito, Mark si reca alla sede del Quinto Settore, dove risiede il capo Alex Zabel, che in realtà si rivela essere Axel Blaze. Tuttavia Axel rinnega il suo passato, e ora vuole solo continuare a dirigere il Quinto Settore con lo pseudonimo di Alex Zabel. Il giorno dopo, entra nella Raimon ufficialmente un nuovo giocatore: Lucian Dark. È un ragazzo simpatico, anche se Mark, Jude e Celia rimangono spaventati nel sentire il cognome Dark, dato che ricorda loro Ray Dark: infatti il ragazzo è il nipote di Ray Dark. Nonostante ciò, Mark capisce che Lucian ama veramente il calcio, e lo ammette con gioia nella squadra. Negli allenamenti, Lucian viene bersagliato dagli scherzi di Aitor, ma ciò non lo demoralizza. Alla richiesta di Samguk di tirare, Lucian esegue l'ordine e tutti rimangono sbigottiti (primo fra tutti Aitor): Lucian tira con tanta forza da fare indietreggiare il portiere della Raimon. Pur essendo un principiante, il ragazzo rivela delle potenzialità ancora tutte da scoprire.

#### I sedicesimi di finale: Raimon contro Alpine e l'entrata di un nuovo membro
Durante l'allenamento, arriva a Riccardo una lettera di un caro amico: si tratta di Ryoma Nishiki. Questo ragazzo, caratterizzato dalla corporatura robusta e dal lungo e vistoso codino nero, è stato uno dei membri della squadra di riserva della Raimon, quando c'erano ancora Riccardo e gli altri nella squadra. Nella lettera Ryoma spiega ai nostri eroi che sta tornando in Giappone, e a breve si farà vedere. Inoltre, si presenta anche una vecchia conoscenza all'allenamento: è Shawn Froste, che è stato cacciato dal ruolo di allenatore della Alpine Jr. High (Hakuren), prossima avversaria della Raimon. La Alpine è infatti caduta sotto il possesso del Quinto Settore, e in seguito a ciò Shawn è stato cacciato perché non concordava con l'associazione.
Shawn fornisce utili informazioni alla Raimon: la Alpine è famosa per la sua difesa inespugnabile, che si basa sulla Tattica Micidiale della Barriera Assoluta, che consiste in un triangolo di sei giocatori che bloccano le azioni avversarie a centrocampo. Per batterla, Jude (che ne capisce in parte il punto debole) consiglia una Tattica Micidiale che coinvolga due giocatori rapidi che salgono sulle fasce al momento giusto, e questi giocatori sono Victor e Arion, dato che oltre ad essere rapidi hanno anche degli Spiriti Guerrieri. Inizia l'allenamento, che procede incessantemente per giorni. La sera prima della partita, il capitano scelto dal Quinto Settore per l'Alpine, Wolf White, porta una "sorpresa" a Shawn: si tratta di Njord Snio, ragazzo a cui Shawn ha insegnato la Tormenta Glaciale e che pensa che Shawn abbia volontariamente lasciato il ruolo di allenatore dell'Alpine. Per questo, Njord pensa che Shawn sia un traditore. Il giorno dopo, poco prima di partire per l'isola di Hokkaido, la Raimon perfeziona la sua tattica micidiale per superare la Barriera Assoluta. Sul bus, intanto, si discute sul nome da dare alla tattica: Aitor riesce a far scoppiare dal ridere tutti grazie al suo pessimo gusto nel trovare nomi, problema che Lucian non ha, in quanto trova un buon nome per la tattica micidiale, che è Ali Gemelle. La Raimon arriva nello Stadio Iceberg (スノーランドスタジアム?, Sunōrando Sutajiamu, lett. "Snowland Stadium"), dove ci sarà l'Alpine Jr. High ad attenderla. Le condizioni del campo di gioco sono assurde: è totalmente ghiacciato.
Infatti, i giocatori della Raimon hanno difficoltà nelle azioni di gioco per via del ghiaccio che non consente loro di tirare o di effettuare passaggi per l'alta possibilità di scivolare. La Alpine ne approfitta e Njord, dopo diversi tentativi, riesce a tirare in porta con la sua tecnica Leopardo delle Nevi. Samguk tenta di effettuare la Barriera Monolitica, ma il tiro è così veloce che l'estremo difensore della Raimon non fa in tempo ad effettuare la tecnica e viene travolto dalla potenza dirompente del tiro. L'Alpine passa in vantaggio, ma la Raimon non perde le speranze. Come nella sfida contro l'Accademia Militare Mare Lunare, Arion trova un modo per evitare di scivolare sul campo ghiacciato. Grazie a questo, la Raimon riesce ad arrivare in zona tiro con Michael. Il suo Serpente a Sonagli, però, viene facilmente neutralizzato dal portiere e capitano Wolf White con la tecnica Barriera Cristallina. Verso la fine del primo tempo, l'Alpine decide di chiudersi in difesa utilizzando la Tattica Micidiale Barriera Assoluta. A questo punto è giunto il momento per la Raimon di utilizzare la sua nuova tattica micidiale Ali Gemelle per sfondare la tattica difensiva dell'Alpine, ma la tattica micidiale della Raimon è ancora incompleta, infatti i nostri eroi non riescono nel loro intento. Intanto, alla stazione, Ryoma scopre di essere arrivato in ritardo e decide di raggiungere lo stadio con la sua bicicletta.
Ricevuta la palla, Njord tira ancora una volta con il Leopardo delle Nevi; questa volta però Samguk riesce a respingere il tiro con la sua Barriera Monolitica. A quel punto, Njord evoca il suo Spirito Guerriero Chione, Regina delle Nevi con l'intento di segnare ancora alla porta della Raimon. Samguk rimane immobile mentre il tiro Proiettile Glaciale dello Spirito Guerriero di Njord sfonda la rete: 2-0 per l'Alpine. Finisce qui il primo tempo, e la Raimon si prepara ad affrontare la ripresa con il supporto di un nuovo giocatore: arriva infatti allo stadio Ryoma, che entra ufficialmente nella squadra. Sebbene sia famoso per la sua forza, la Raimon non riesce a completare la Ali Gemelle, poiché Ryoma, nonostante fosse un attaccante, dopo i suoi studi calcistici in Italia, ora gioca come centrocampista. La svolta arriva quando Lucian chiede a Mark di poter entrare: Mark accetta, e il suo ingresso in campo ribalta le sorti dell'incontro. Finalmente la Ali Gemelle viene ultimata e la Barriera Assoluta dell'Alpine viene ridotta in un cumulo di macerie. Superata la difesa, Lucian sorprende Wolf White con un potente tiro: 2-1 per la Raimon. Lo stesso Wolf nulla può contro la tecnica Angelo Perduto di Victor, che firma il 2-2 per la Raimon. La partita ha preso una svolta ben precisa: nonostante tutto però, Zabel, che si trova sulla panchina dell'Alpine, invita l'allenatore Bigfood a reagire.
Quest'ultimo allora decide di far entrare in campo il numero 16 Grisley "Grizzly" Bear, definito "l'arma segreta dell'Alpine". Si tratta in realtà di un enorme attaccante rozzo e violento che gioca in maniera scorretta. A causa di questo energumeno, Samguk s'infortuna alla spalla e per questo Mark decide di far andare in porta Arion. Ryoma sfodera la sua tecnica micidiale Difesa Acrobatica, e dopo di ciò serve Riccardo che sigla il goal del 3-2 finale con il suo tiro Armonia Atomica. Njord prova a segnare ancora una volta con l'ausilio del suo Spirito Guerriero, ma Arion gli nega il goal grazie al Pegaso Alato che respinge il tiro. E dopo la parata di Arion, la partita si conclude sul 3-2 per la Raimon, che arriva così negli ottavi di finale del Cammino Imperiale. Dopo la partita, Njord capisce finalmente che Shawn non ha lasciato il posto di allenatore volontariamente. Verso il tramonto, Mark lascia il posto di allenatore, affidando la Raimon a Jude, in quanto, in seguito a ciò che Shawn gli ha detto prima di lasciare l'Alpine, sembra che il Quinto Settore non voglia solo controllare il calcio, ma voglia anche qualcos'altro. Mark, infatti, vuole indagare su questa faccenda.

#### L'abbandono di Mark e gli ottavi di finale contro la Kirkwood
Il giorno dopo, i giocatori della Raimon non sono affatto felici di questa notizia, e non è questa l'unica complicazione della mattinata: Jude stravolge completamente lo stile di allenamento della Raimon, riproponendo quello che faceva fare quando allenava la Royal Academy. L'allenamento è molto duro, e tutti faticano molto. Jean-Pierre, però, sembra essere quello più turbato, dato che sembra che Jude ce l'abbia con lui. Anche Wanli sembra essere stato preso di mira dal nuovo allenatore. La giornata finisce e i giocatori della Raimon sono spossati. La mattina dopo si ripete la stessa situazione. Jean-Pierre ed Wanli, che trascina stranamente con sé anche Lucian, prendono la decisione di non presentarsi più agli allenamenti. Jean-Pierre non vuole sentire scuse: anche Arion fallisce nel riportare serenità nell'animo dell'amico.
La sera, mentre Jude sta controllando dei dati sul computer, si presenta una vecchia conoscenza: è Archer Hawkins, che ha ereditato il ristorante Rai-Rai-Ken. Nonostante tutto, Archer non ha un ruolo di fondamentale importanza nel corso dell'episodio. La mattina dopo, Jean-Pierre, Wanli e Lucian (che però voleva allenarsi) non si presentano all'allenamento. Anche Celia ha raggiunto il limite della sopportazione ma, quando entra nello studio di Jude per rimproverare il fratello e vede dei fogli sparsi per terra, Celia capisce tutto. Nel frattempo, Jean-Pierre ed Adé, sapendo quanto i loro compagni provino fiducia in loro, capiscono il loro errore. La mattina dopo, riconciliata la pace tra i membri della squadra, Jude propone un nuovo tipo di allenamento: i giocatori della Raimon seguiranno degli allenamenti individuali, i cui dati sono riportati sui fogli che Celia ha letto. Con quegli allenamenti duri, infatti, Jude voleva rafforzare la Raimon fisicamente per poter sviluppare nuove tecniche micidiali. La Raimon, in seguito a ciò, ringrazia il nuovo allenatore.
La Raimon approda agli ottavi del Cammino Imperiale, pronta per affrontare la famosa Kirkwood (Kidokawa Seishū), capitanata da Bein Laurel e allenata nientemeno che da Byron Love. Questa volta lo stadio in cui la Raimon gioca gli ottavi di finale, lo Stadio Zattera (ウォーターワールドスタジアム?, Wōtā Wārudo Sutajiamu, lett. "Water World Stadium"), è fatto da gigantesche assi di legno galleggianti sull'acqua. La particolarità di questo campo è che a seconda dei movimenti dei giocatori, le assi si spostano improvvisamente aprendo dei varchi da cui l'acqua fuoriesce, ostacolando le manovre offensive. La Kirkwood, a questo punto, attua la sua tattica micidiale Triangolo Perfetto allo scopo di evitare (con successo) lo spostamento delle tavole.
Come contromossa, la Raimon attua la tattica micidiale Passaggi Volanti che consiste in rapidi passaggi al volo della palla (da notare che questa tattica micidiale è molto simile a quella dell'Inazuma Japan, Oltre il Cielo), evitando il pressing avversario. La Raimon si porta successivamente in zona tiro ma l'attaccante della Kirkwood Langford Ash intercetta la palla ed evoca il suo Spirito Guerriero Cavallo Bianco. Subito dopo, l'attaccante colpisce a rete con la tecnica Carica al Galoppo; Samguk effettua la sua Barriera Monolitica, ma il tiro è così potente che la barriera di roccia viene frantumata: 1-0 per la Kirkwood.
Pochissimi minuti dopo la Kirkwood raddoppia grazie al Triangolo Z Z che coglie di sorpresa Samguk e sigla il 2-0. Nel secondo tempo si ripresenta davanti a Jude un suo vecchio compagno di squadra: Kevin Dragonfly. Quest'ultimo è stato il maestro di Ryoma, quando era in Italia. Kevin sa che il suo allievo ha poca fiducia in se stesso e per questo lo sprona a reagire. Per questo Jude decide di schierare Nishiki come attaccante e di far retrocedere Victor a centrocampo. Ryoma, ricevuta la palla, evoca inaspettatamente il suo nuovo Spirito Guerriero Grande Samurai Musashi. Il portiere Boojum tenta di effettuare il suo Spirito Guerriero Baron il Colosso Metallico ma fallisce e la Raimon accorcia le distanze: 2-1. Subito dopo, Ryoma pareggia sempre grazie al suo Spirito Guerriero, nonostante il portiere della Kirkwood avesse evocato il suo. Poiché Langford vuole giocare da solo senza l'aiuto dei suoi compagni, suo fratello Bradford Ash convince Byron Love a farlo entrare in campo per smuovere Langford. Byron accetta e, proprio grazie a questo cambio, Langford inizia a giocare in sintonia con i suoi compagni. Ricevuta la palla dal fratello Langford, Bradford tira ma Jean-Pierre e Aitor salvano la porta con la loro nuova tecnica micidiale Balzo Boom. Successivamente la palla viene passata a Ryoma che con il tiro del suo Spirito Guerriero Stoccata del Samurai batte lo Scudo Titanico del portiere avversario, segnando una tripletta e portando la Raimon sul punteggio del 3-2 finale.

#### I quarti di finale contro l'Istituto Miraggio e un personaggio misterioso
Giorni dopo la partita contro la Kirkwood, alla Raimon viene comunicato il suo prossimo avversario: l'Istituto Miraggio (幻影学園?, Gen'ei Gakuen). Wanli rimane sconvolto quando scopre che il capitano di questa squadra è un suo vecchissimo amico d'infanzia: Harrold Houdini. Infatti, Wanli e Harrold erano molto amici quando erano piccoli, e grazie a lui Wanli aveva scoperto l'importanza dell'amicizia. Successivamente Harrold litigò con Wanli e i due, da quel giorno, non si sono più sentiti. Quel pomeriggio lo stesso Wanli incontra proprio Harrold che, tuttavia, non è intenzionato a parlargli. Scoppia in seguito un violento acquazzone e Wanli decide di ripararsi sotto un albero. Lì incontra Lucian a cui racconta la storia della sua amicizia con Harrold. Intanto, Arion si trova nei pressi dell'ospedale cittadino intento a fare una passeggiata. Ad un tratto, un pallone arriva ai suoi piedi (da alcuni ragazzini che stavano giocando lì vicino).
Il ragazzo vorrebbe restituirglielo, ma non ci riesce poiché un attraente e misterioso ragazzo dai lunghi capelli arancioni gli sottrae la palla abilmente. Allora tra Arion e il misterioso ragazzo inizia una lotta per il possesso della palla. La lotta viene interrotta da Camelia Travis, che ora lavora come infermiera nell'ospedale cittadino, rivelando quindi il vero nome del ragazzo: Sol Daystar. Arriva il giorno della partita, nel misterioso Stadio Flipper (ピンボールスタジアム?, Pinbōru Sutajiamu, lett. "Pinball Stadium"), e prima che Harrold possa entrare in campo una ragazza, di nome Faiti Hiller, lo ferma. Anche lei era grandissima amica d'infanzia di Harrold e Wanli, e lo invita a seppellire l'ascia e a fare pace con quest'ultimo. Harrold non risponde e si avvia verso il campo, dove lo aspetta la Raimon. Lo Stadio Flipper non tradisce le aspettative dei giocatori: è un campo pericoloso, disseminato di trabocchetti. La sua struttura è identica a quella di un flipper: a seconda dei movimenti dei giocatori e della palla, si alzano dal terreno improvvisamente le postazioni mobili del flipper e le palette respingendo via la palla oppure i giocatori stessi. I giocatori dell'Istituto Miraggio conoscono bene il campo, e quindi riescono ad effettuare le loro manovre offensive. Harrold, presa palla, tira a rete con il suo terrificante Tiro Fantasma; Wanli, desideroso di affrontare il suo vecchio amico, usa la sua Grande Muraglia per bloccare il corso della palla ma essa passa attraverso la muraglia.
Anche Samguk non riesce a fermarla con la sua Barriera Monolitica, dato che la palla attraversa senza difficoltà la barriera di roccia: 1-0 per l'Istituto Miraggio. La Raimon non si arrende e si fa vedere dalle parti dell'area di rigore nemica con Michael che tira a rete con il suo solito Serpente a Sonagli. Il portiere avversario Pen Teller, numero 12, stranamente titolare (generalmente i portieri avversari con il numero 12 sono sempre riserve in Inazuma Eleven), blocca senza problemi il tiro grazie alla sua tecnica Presa Oscura. Subito dopo, Harrold raddoppia grazie sempre al suo Tiro Fantasma, e ancora una volta Wanli non riesce a bloccare il tiro. Finisce quindi il primo tempo con l'Istituto Miraggio in vantaggio per 2 reti a 0 sulla Raimon. Ma Jude, che non è stupido, ha capito come funzionano le postazioni mobili dello Stadio Flipper, poiché aveva chiesto a Celia di osservare i loro movimenti mediante la macchina fotografica di Rosie.
La partita riprende e la Raimon accorcia subito le distanze: Victor, trovandosi davanti alla postazione mobile centrale, prima che essa possa alzarsi all'improvviso tira con la sua Rovesciata Micidiale in porta; Pen Teller non si accorge del tiro e viene sbaragliato dalla sua potenza. Poco dopo la Raimon attacca nuovamente ma Adé, in possesso di palla, viene atterrato molto fallosamente da Harrold ed è costretto ad uscire. A sostituire Adé c'è Shunsuke che è sempre stato in panchina da quando fa parte della squadra; entra inoltre Lucian al posto di Michael. Harrold riconquista il pallone ed evoca il suo Spirito Guerriero Garas, Maestra delle Illusioni. Ryoma lo affronta con il suo Grande Samurai Musashi, ma nello scontro Harrold lo supera con la tecnica Nastri Paralizzanti e tira in porta con il suo Spirito Guerriero. Sia Wanli che Aitor tentano di fermare il tiro con le loro tecniche speciali senza successo; Samguk con la sua Barriera Monolitica riesce ad allontanare il pericolo. Appena entrato in campo, Shunsuke supera un avversario grazie alla Toccata e Fuga, tecnica usata da Riccardo. La palla viene passata a Lucian che, dalla zona angolare del campo avversario, tira in porta con la sua nuovissima tecnica di tiro Stella Nera.
Il portiere Pen Teller tenta di fermarlo con la Presa Oscura, ma fallisce e la Raimon pareggia. A quel punto l'allenatore dell'Istituto Miraggio effettua il cambio del portiere: al posto di Teller entra il numero 1 Abram Cadabra. Subito dopo, Riccardo si avvicina pericolosamente all'area di rigore avversaria evocando il suo Spirito Guerriero Direttore d'Orchestra; Cadabra risponde evocando a sua volta il suo Grande Giocatore Lot. Riccardo tira a rete con il suo Armonia Atomica, ma blocca facilmente il tiro grazie alla tecnica dello Spirito Guerriero Dadi della Fortuna. Con un ottimo rinvio, Cadabra rilancia la palla in direzione di Harrold che, per la terza volta, conclude a rete con il Tiro Fantasma. Wanli con la sua Grande Muraglia e Samguk con la Barriera Monolitica non riescono a fermare per la terza volta il tiro e l'Istituto Miraggio passa ancora una volta in vantaggio: 3-2. Non dura però molto il vantaggio degli avversari perché Ryoma, ricevuta la palla, colpisce inaspettatamente a rete con la sua nuova tecnica micidiale Tiro Ancestrale, sbaragliando Cadabra e portando la Raimon sul 3-3.
A questo punto Jude stupisce tutti con una mossa che sconvolge il gioco della Raimon: sostituisce Samguk con Jean-Pierre, che esordisce nel ruolo di portiere con il numero 20. La mossa è alquanto strana, ma pare che sia stato lo stesso Samguk a chiedere a Jude di far giocare Jean-Pierre come portiere. Il ragazzino tuttavia è alquanto impacciato negli interventi, poiché ad ogni tiro avversario risponde con una respinta di testa, anziché utilizzare le mani. Dopo un rinvio con i piedi di Jean-Pierre, Riccardo usa la sua tattica Virtuoso per dirigere l'attacco della Raimon. Ricevuta palla dal suo capitano, Victor evoca il suo Spirito Guerriero Maestro Spadaccino Lancelot; Cadabra, avvistato il pericolo, evoca di conseguenza il suo. Victor tira a rete con il suo potentissimo Angelo Perduto e Cadabra con la sua tecnica Dadi della Fortuna non riesce a bloccarlo: 4-3 per la Raimon. Nel finale avviene uno scontro tra Wanli e Harrold; Harrold tira a rete con il Tiro Fantasma e Wanli riesce a respingerlo grazie alla sua nuovissima tecnica Muraglia di Atlantide. E con questa azione difensiva di Wanli, si conclude l'incontro. La Raimon prevale sull'Istituto Miraggio per 4-3 e si qualifica per la semifinale del Cammino Imperiale.

#### L'incombente minaccia dell'Istituto Galattico e lo Spirito Guerriero di Jean-Pierre
Il giorno dopo, si viene a sapere che l'avversaria della Raimon nella semifinale del torneo Cammino Imperiale sarà l'Istituto Galattico (新雲学園?, Arakumo Gakuen), caratterizzata da giocatori molto talentuosi.
Nel frattempo, alla Raimon arriva una notizia sconvolgente: Shunsuke e Hugues fanno sapere ai loro compagni di squadra che molte delle scuole le cui squadre sono state battute dalla Raimon nel torneo sono state chiuse per ordine del Quinto Settore. La notizia porta rancore nell'animo di Arion, poiché è da lui che è stata innescata la rivoluzione contro le idee del Quinto Settore, e perciò si sente responsabile di ciò. Per questo, lascia la riunione della squadra e va a riflettere. Jean-Pierre, Lucian e Skie cercano di trattenerlo, ma Victor li incita a lasciarlo solo.
Mentre Arion è in preda alla sua crisi, una vecchia conoscenza si ripresenta, ovvero Julia Blaze, che dice a Arion di dovergli presentare qualcuno. Questo qualcuno non è altro che Axel Blaze/Alex Zabel, l'Imperatore, ovvero suo fratello. Zabel desiderava da tempo conoscere direttamente Arion, in quanto lui da solo è riuscito a cambiare la Raimon.
Arion impone le sue idee, e cioè che il calcio deve essere giocato col cuore, e senza avere prestabilito il risultato, ma ciò non fa cambiare animo all'Imperatore. Il dialogo dei due viene interrotto da una rapina: Arion cerca di intervenire, e riesce a fermare il ladro, ma questo intende vendicarsi, cercando di colpire Arion, ma Alex Zabel interviene, tirando il pallone che Arion aveva lasciato per intervenire, in faccia al ladro, che scappa a gambe levate inseguito da un poliziotto.
Da quel tiro, Arion comprende che Alex Zabel era il ragazzo che lo salvò nella sua infanzia. Dopo ciò, Zabel si congeda col ragazzo, che angosciato torna a casa. Ad attenderlo lì, trova Riccardo, che era venuto a cercarlo. In camera di Arion, i due parlano di cosa il calcio rappresenti per Arion, e le sue idee sul Quinto Settore. Riccardo non riesce a convincere Arion che la chiusura delle scuole non è colpa sua, e quindi decide di andare ad allenarsi ancora un po'.
Nonostante ciò, Arion capisce poco dopo che ha fatto male a prendersela con sé stesso. Così, va da Riccardo per fargli capire il suo errore. Il capitano della Raimon accetta le scuse di Arion e i due si mettono ad allenarsi insieme fino a sera. Il giorno dopo, Jean-Pierre sembra turbato: infatti, il ragazzino pensa ancora a quando ha giocato da portiere contro l'Istituto Miraggio, in quanto non sa se proseguire a giocare come difensore o giocare da portiere.
Finiti gli allenamenti, Celia, in pensiero per lui, porta Jean-Pierre nel campo interno della Raimon, dove c'è la macchina che anche Mark usava per allenarsi come portiere. Jean-Pierre, eccitato, inizia subito ad usarla, ma purtroppo senza risultati; quando ecco che come dal nulla entra in scena Darren LaChance. Darren era stato chiamato da Celia, perché desse dei consigli a Jean-Pierre. Jean-Pierre inizia ad allenarsi sotto la guida di Darren, e ciò prosegue fino a notte fonda. Nel corso dell'allenamento, Darren nota che Jean-Pierre è molto portato per fare il portiere, grazie alla sua capacità di vedere con precisione dove andrà il pallone.
Il giorno dopo, poco prima degli allenamenti, Arion, su richiesta di Jean-Pierre, esegue delle conclusioni a rete per testare la bravura dell'amico. Ad un certo punto, un tiro arriva all'insaputa di entrambi: il tiro era di Doug, che è venuto, assieme al capitano dell'Accademia Militare Mare Lunare, Alessandro, a dare una mano alla Raimon negli allenamenti. Inizia così una sessione speciale di allenamento per Jean-Pierre come portiere. Alessandro fa da "allenatore", e Jean-Pierre da portiere, e dovrà parare i tiri, eseguiti uno per volta, di Arion, Riccardo, Lucian, Michael, Doug, Ryoma e Victor. Jean-Pierre para senza problemi i tiri di Arion, Riccardo, Lucian e Michael. Arrivati a Doug, Alessandro consiglia di iniziare ad usare le tecniche micidiali. Doug tira col suo Tiro Sonico, e Jean-Pierre non riesce ad opporsi. Ryoma conclude a rete con il suo Tiro Ancestrale, e qui una svolta incredibile: dalla schiena di Jean-Pierre si intravede un alone di energia.
Michael decide di usare il suo Serpente a Sonagli, e l'alone si ripresenta. Arrivati a Victor si passa alle maniere forti: Alessandro fa segno con la testa a Victor di tirare in porta col suo Spirito Guerriero Maestro Spadaccino Lancelot e con la tecnica Angelo Perduto.
Jean-Pierre è visibilmente molto spaventato, ma Arion gli dà la forza di reagire, consigliando all'amico di rimanere concentrato sul solo obbiettivo di fermare il tiro di Victor: e così, davanti a tutti, Jean-Pierre sfodera il suo nuovo Spirito Guerriero (che però non viene mostrato nell'episodio) e grazie ad esso riesce a fermare la potente conclusione a rete di Victor. Dopo di ciò la Raimon ringrazia vivamente Doug (che viene simpaticamente assaltato da Wanli e Subaru) e Alessandro dell'aiuto.
In serata, Arion va a fare una visita a Sol nell'ospedale cittadino, ma appena entra nella stanza dell'amico, trova Camelia che contempla il letto vuoto. Arion chiede come mai Sol non ci sia, e Camelia risponde che è stato dimesso dall'ospedale. Arion subito gioisce, ma la sua gioia non dura molto: infatti Camelia gli dice che Sol era stato ricoverato perché i suoi polmoni sono molto fragili ed un eccessivo sforzo, che quindi lo porterebbe ad avere un respiro affannoso, per lui sarebbe fatale, ed è per questo che Sol non può giocare a pallone; ciò porta sconforto nell'animo di Arion, in pensiero per l'amico.

#### La semifinale contro l'Istituto Galattico e lo scontro fra Arion e Sol
La semifinale che vede la Raimon contro l'eclettico Istituto Galattico si svolge nello  Stadio Deserto (デザートスタジアム?, Dezāto Sutajiamu, lett. "Desert Stadium"). All'insaputa dei giocatori della Raimon, si fa vedere il capitano dell'Istituto Galattico: Sol Daystar. Arion era convinto che egli non potesse più giocare, ma Sol gli confessa che vuole giocare fino all'ultimo questa semifinale. Come il nome stesso fa intuire, il campo da gioco è fatto interamente di sabbia. Apparentemente il terreno di gioco non presenta pericoli, se non quando, battuto il calcio d'inizio, Michael viene trascinato fuori dal campo da un improvviso vortice di sabbia.
Subito dopo Sol recupera la palla e supera come birilli tutti i giocatori della Raimon. In prossimità della porta difesa da Samguk evoca il suo Spirito Guerriero Apollo, Spirito del Sole tirando a rete per mezzo di esso. Samguk, con la sua Barriera Monolitica, tenta di neutralizzare il tiro ma essa non può nulla contro la potenza del tiro e si frantuma: 1-0 per l'Istituto Galattico. Sol ha segnato un gran goal, ma sono evidenti in lui i primi sintomi di cedimento a causa della sua malattia. Nonostante lo svantaggio, la Raimon reagisce: Jean-Pierre riesce a superare i vortici di sabbia grazie alla sua nuova tecnica micidiale Guizzi Aerei. Dopo di ciò, serve Riccardo che tira a rete con il suo Tiro Sonoro; a quel punto il portiere avversario Saturn evoca il suo Spirito Guerriero Gargantua, Gigante Metallico, molto simile al Titano Gigante di Alessandro Il Grande ma blu, e blocca il tiro senza alcun problema.
Dopo aver parato il tiro, Saturn rinvia il pallone verso Sol che supera ancora una volta senza problemi la difesa della Raimon e colpisce a rete con la tecnica di tiro del suo Spirito Guerriero, Bagliore Solare. Aitor e Wanli tentano di fermarla, senza successo; Samguk effettua ancora una volta la Barriera Monolitica, ma viene scaraventato in rete dal devastante tiro dell'attaccante. A quel punto Samguk cede il suo posto di portiere a Jean-Pierre, e la posizione di quest'ultimo passa a Subaru. Poco dopo l'attaccante Nettuno evoca il suo Spirito Guerriero Neptune, Imperatore degli Oceani e tira a rete con la tecnica Arpione Silurante. Jean-Pierre, dopo vari sforzi, riesce finalmente ad evocare il suo nuovo Spirito Guerriero Atlante Difensore della Terra neutralizzando il tiro dell'attaccante. Riccardo, determinato a segnare, affronta Saturn con il suo Direttore d'Orchestra e il suo tiro Armonia Atomica. La Presa D'Acciaio di Saturn viene battuta e la Raimon riesce ad accorciare le distanze. Per niente demoralizzato, Sol evoca ancora una volta il suo Apollo, Spirito del Sole, tirando in porta con il suo Bagliore Solare. Jean-Pierre però lo neutralizza con la Mano del Colosso (chiamata nell'episodio 38 Mano Irremovibile).
Riccardo subito dopo sorprende la difesa dell'Istituto Galattico ma, invece di tirare con il Direttore d'Orchestra, serve Victor che con l'Angelo Perduto del suo Maestro Spadaccino Lancelot pareggia: 2-2. Tuttavia lo scontro tra Sol e Arion è solo all'inizio. Nel secondo tempo, Jude decide di sostituire Michael con Lucian vista la sua agilità e grande prontezza di riflessi. Tuttavia egli perde subito palla contro Sol che si avvia indisturbato verso la porta della Raimon, dopo aver vinto uno scontro con Arion. Dopo aver superato anche Gabriel, Aitor, Wanli, Subaru e Arion (che è tornato in difesa) si ritrova davanti Jean-Pierre che gli evoca il suo Spirito Guerriero Atlante Difensore della Terra. Sol finta il tiro mentre Jean-Pierre effettua la Mano del Colosso, per poi tirare la palla subito dopo e realizzare il 3-2 per l'Istituto Galattico. Il vantaggio però non dura molto perché Arion si avvia con decisione verso la porta di Saturn evitando i tre difensori dell'Istituto Galattico. Dopodiché, il ragazzo potenzia il suo Spirito Guerriero che diventa Super Pegaso Alato, una versione più forte e potente del Pegaso Alato. Infatti il tiro di Arion batte senza difficoltà la Presa D'Acciaio di Saturn e la Raimon pareggia: 3-3.
A quel punto i giocatori dell'Istituto Galattico decidono di dare il loro appoggio a Sol per dare maggiore forza al suo Spirito Guerriero. Per consentire ciò, l'allenatrice dell'Istituto Galattico sostituisce il centrocampista numero 7 Neith Venus con l'attaccante numero 13 Chiron Vestal, affinché Sol arretri dalla sua posizione per consentire ai suoi compagni di infondere energia al suo Spirito Guerriero. E ciò avviene: Sol potenzia il suo Spirito Guerriero, che ora scatena una tale potenza da scaraventare via un determinato Riccardo a vari metri di distanza. Tuttavia Arion non si arrende ed accade una cosa straordinaria: Arion, Riccardo e Victor fondono i loro Spiriti Guerrieri per dare vita ad un nuovo Spirito Guerriero, potentissimo, lo Spirito degli Animali Grifo. Sol non si arrende e tira con il suo Bagliore Solare; tuttavia lo Spirito degli Animali Grifo riesce a bloccare il tiro e a respingerlo verso la porta difesa da Saturn che non riesce a fermare la sua potenza, e la Raimon si porta sul 4-3. La Raimon si qualifica quindi per la finalissima, e mentre Arion festeggia la vittoria con i suoi compagni, inaspettatamente Riccardo si accascia a terra svenuto.

#### Il nuovo capitano e la finale contro il Collegio Monte Olimpo
Dopo la partita, Riccardo viene portato d'urgenza all'ospedale e viene operato al piede destro. Tutti aspettano con agitazione l'esito dell'intervento. A terapia finita, un dottore esce dalla sala operatoria, e riferisce a Jude che Riccardo dovrà rimanere in ospedale per un mese, e ciò, purtroppo, gli impedirà di giocare la finale del torneo. Arion è quello che sembra soffrire di più fra tutti.
Il giorno dopo, agli allenamenti, sono tutti deconcentrati: Jude, quindi, sospende gli allenamenti. Nel pomeriggio, Riccardo dall'ospedale è preoccupato per la sua squadra, dopo aver visto in TV la partita del Collegio Monte Olimpo (聖堂山?, Seidōzan), squadra che la Raimon incontrerà nella finale del torneo e che ha sbaragliato la Farm Jr. High con un devastante 16-0. La mattina dopo, alla Raimon c'è una sorpresa per la squadra: Mark Evans è tornato. Jude gli cede il ruolo di allenatore dell Raimon, e Mark subito prende una decisione molto importante: egli infatti elegge Arion come nuovo capitano della squadra. Il ragazzo, però, non si sente sicuro di voler accettare una simile onorificenza, ma spinto dai suoi compagni di squadra, che gli dicono che non sarebbero mai arrivati in finale senza i suoi ideali, accetta con compostezza.
Nell'allenamento mattutino, Mark organizza una partita tra la Raimon e la squadra di riserva della scuola, dove giocheranno anche Hugues (come capitano) e Sam. Arion esordisce come capitano in questa partita, ma sin dall'inizio si intende che il ragazzo non ha le medesime capacità di comando di Riccardo: a causa delle sue istruzioni lente ed imprecise, infatti, il gioco della Raimon non funziona. Ad allenamento finito, Arion si sente demoralizzato, e Jean-Pierre e Skie cercano di tirargli su il morale, anche se non ci riescono. All'ospedale cittadino, Victor ha appena visitato suo fratello, quando si ritrova davanti Julia Blaze, che gli comunica che suo fratello vuole parlargli direttamente. Camelia assiste involontariamente alla scena ed avverte Mark tramite chiamata.
Il giorno dopo, durante il riscaldamento prima della seconda partita con la squadra di riserva, Arion si propone di essere più tempestivo nel dare i comandi; inoltre, Victor non si presenta agli allenamenti, quindi Lucian giocherà al suo posto. Purtroppo, la partita non va meglio del giorno prima: le istruzioni di Arion sono ancora troppo lente, e la squadra di riserva riesce perciò a realizzare molte conclusioni, tutte sventate da Samguk. Nel contempo, Victor si sta allenando duramente sotto la guida di Alex Zabel.
Al termine degli allenamenti, Mark riceve una chiamata da Percy Travis, dove gli viene chiesto di recarsi assieme a Jude alla base della Resistenza il più in fretta possibile, in quanto alcune persone devono incontrarlo. Queste due persone sono delle vecchie conoscenze: Xavier Foster e Jordan Greenway, che vogliono dare una mano alla Raimon. A loro è stato chiesto di investigare sulla situazione finanziaria del Quinto Settore (in quanto Xavier e Jordan lavorano per l'industria Schiller, che fa parte del conglomerato) e ne è uscito che essa è un'associazione che commette reati di frode.
Nel frattempo, Arion va a visitare Riccardo all'ospedale, e gli riferisce che lui non può essere il capitano della Raimon poiché non sa dare comandi alla squadra, ma Riccardo gli chiede di farlo per lui, e di rivendicarlo. Mentre torna a casa, Arion viene fermato da Victor, ancora in tenuta da calcio, che gli suggerisce di creare assieme una Tecnica Micidiale combinata, il Tornado di Fuoco Doppia Direzione che unisca la forza di due giocatori che eseguono assieme il Tornado di Fuoco. Arion e Victor, così, iniziano ad allenarsi fino a tarda notte, senza però riuscire a terminare la loro tecnica.
Il giorno dopo, Arion inizia a fare miglioramenti nell'orchestrare il gioco della Raimon. Al termine dell'allenamento pomeridiano, Victor e Arion si ritrovano per proseguire il loro allenamento sulla tecnica combinata.
Nel frattempo, alla base della Resistenza, Xavier e Jordan mostrano ai capi dell'operazione una loro scoperta: sembra che il Quinto Settore abbia dei piani speciali per la finale del torneo, a cui è stato dato il nome di Dragon Link. Il giorno dopo, Arion mostra di migliorare sempre più e le sue istruzioni si fanno sempre più rapide e precise.
Così, termina un'altra giornata di allenamento: Mark riferisce che il giorno dopo si terrà la finale del torneo, quindi i giocatori della Raimon devono riposarsi al meglio. Arion e Victor si mettono d'accordo per cercare di ultimare la loro tecnica, ma nuovamente senza risultato. Mentre i due fanno una pausa, Victor riferisce a Arion di essergli riconoscente, e di aver scelto di creare il Tornado di Fuoco Doppia Direzione con lui perché è grazie a Arion se Victor ha capito quale strada intraprendere nel mondo del calcio. Improvvisamente, dall'ospedale cittadino arriva una chiamata a Victor, che vi si precipita con Arion: pare che una persona abbia versato una somma di denaro sufficiente per operare il fratello di Victor, che potrebbe finalmente guarire dalla sua infermità. Dopo ciò, Arion riferisce dell'accaduto a Riccardo, che felice incita Arion a dare tutto se stesso nell'importante partita del giorno dopo.
L'indomani è il grande giorno: la finalissima del torneo Cammino Imperiale, che si terrà nello Stadio Zenith (アマノミカドスタジアム?, Ama no Mikado Sutajiamu, lett. "Stadio Imperatore del Cielo"). Ad assistere alla finale ci saranno tantissimi personaggi già visti in precedenza: i membri della squadra di riserva della Raimon, la signorina Schiller, i giocatori dell'Età dell'Oro, Nelly e Silvia. Nel frattempo, negli spogliatoi, Alex Zabel dà le ultime dritte al Collegio Monte Olimpo prima della partita, mentre tra i giocatori della Raimon sono tutti pronti a giocare la partita. E così inizia la partita.
La Raimon, a causa dello schema utilizzato dal Collegio Monte Olimpo, non riesce ad effettuare passaggi, ed infatti perde subito palla. Cronus Fourseasons, capitano del Collegio Monte Olimpo, ricevuto il pallone, si porta subito in zona tiro, e dopo aver evitato Aitor conclude a rete, ma Samguk riesce prontamente a bloccare il tiro avversario. Appena ricevuta la palla, Arion prova a contrattaccare, ma fallisce, e così Cronus, riottenuto il pallone, tira in porta con la sua Scoccata di Balista e riesce a segnare: 1-0 per il Collegio Monte Olimpo.
La Raimon però non si arrende: Michael tira col suo Serpente a Sonagli, ma non segna a causa del Bloccatiro del portiere avversario Divine. Nonostante ciò, Arion ruba nuovamente il pallone e passa a Victor, che riesce a rompere il Bloccatiro con la sua potente Rovesciata Micidiale, portando così la situazione nuovamente in parità. La partita riprende con il Collegio Monte Olimpo in possesso palla: Cronus, ricevuto il pallone, evoca il suo Spirito Guerriero Surtur, il Gigante di Fuoco e tira a rete con la celebre tecnica di Axel Blaze Tormenta di Fuoco (Bakunetsu Storm). Aitor cerca di bloccare il tiro con la sua Rete da Caccia ma fallisce, come fallisce anche Samguk con la Barriera Monolitica, e il Collegio Monte Olimpo passa nuovamente in vantaggio. Non tarda ad arrivare tuttavia il pareggio della Raimon. Victor, Michael e Ryoma riescono ad eludere la difesa avversaria e proprio Ryoma, servito da Victor, evoca il suo Spirito Guerriero Grande Samurai Musashi, tirando a rete con la Stoccata del Samurai. Divine tenta il Bloccatiro ma fallisce e la Raimon pareggia: 2-2. Finisce così il primo tempo con le squadre in parità.

#### La battaglia finale: Raimon contro Dragon Link
L'ex Imperatore del Quinto Settore Gyan Cinquedea decide che è giunto il momento di schierare in campo una squadra potentissima. Per questo ordina ad Axel ed al Collegio Monte Olimpo di abbandonare la partita per lasciare il posto a dei nuovi e misteriosi avversari in casacca nero-bianca. Ad un tratto lo Stadio Zenith inizia a sollevarsi improvvisamente fino a salire nel cielo. La Raimon, sbalordita, entra in campo nel secondo tempo osservando i loro avversari. Fanno parte della squadra Dragon Link (ドラゴンリンク?, Doragonrinku) e sono capitanati dal misterioso portiere Quentin Cinquedea, figlio dell'ex-Imperatore Gyan Cinquedea. Non appena viene fischiato l'inizio del secondo tempo, la Raimon si lancia all'attacco della porta difesa da Quentin Cinquedea con Arion. All'improvviso però, i quattro attaccanti evocano contemporaneamente lo stesso Spirito Guerriero Pedone Bianco.
La Raimon si ritrova così ad affrontare uno schieramento di ben quattro Spiriti Guerrieri. L'attaccante numero 7 della Dragon Link Quinque Flores tira a rete con il suo Spirito Guerriero e Samguk mediante la Barriera Monolitica riesce a fatica a proteggere la porta. Al secondo tentativo, stavolta di un altro attaccante, la barriera di roccia si frantuma ma Samguk riesce ugualmente a salvaguardare la sua porta. Al terzo tiro interviene Wanli con la sua Muraglia di Atlantide che però viene facilmente frantumata. Al quarto e ultimo tiro Samguk sbatte violentemente contro il palo ed è costretto ad uscire in barella, e al suo posto entra Jean-Pierre. Il capitano Arion incita i suoi compagni alla riscossa ma è chiara la superiorità della Dragon Link: il capitano Quentin Cinquedea evoca il suo potentissimo Spirito Guerriero Saggio Monarca, Re Bianco con la cui tecnica Corona di Fuoco neutralizza senza troppi ripensamenti il tiro del Super Pegaso Alato di Arion.
Ma le sorprese non sono finite: sotto l'ordine del loro capitano, i rimanenti giocatori della Dragon Link evocano uno ad uno i loro dieci Spiriti Guerrieri che sono: quattro Pedone Bianco, due Cavallo Bianco, due Messaggero Divino, Alfiero Bianco, una Incantatrice Reale, Regina Bianca ed una Sentinella di Guardia, Torre Bianca. A questo punto, su rinvio di Quentin, la Dragon Link passa in vantaggio con un tiro di Quinque Flores che spiazza totalmente Jean-Pierre, nonostante egli avesse tentato la Mano del Colosso. Inoltre, per salvare Arion da un colpo, Michael subisce una violenta pallonata ed è costretto ad uscire; verrà in seguito sostituito da Lucian. Arion a questo punto chiede a Ryoma, Victor e Jean-Pierre, gli unici tre oltre a lui in grado di usare uno Spirito Guerriero, di affrontare con tutte le loro forze gli Spiriti Guerrieri avversari.
Ma l'abilità di Quentin rende vana alla Raimon ogni speranza: la tecnica Angelo Perduto, la più forte di Victor, viene neutralizzata senza problemi da Quentin con la Corona di Fuoco. Sia Ryoma che Victor che Jean-Pierre si impegnano al massimo per fermare gli Spiriti Guerrieri avversari ma è evidente che sono esausti. Anche gli altri giocatori come Gabriel, Aitor, Wanli e Subaru danno una mano ai loro compagni ma vengono anche loro messi in difficoltà. Ad un tratto sia Nishiki che Victor che Jean-Pierre sono esausti e non sono più in grado di evocare i loro Spiriti Guerrieri. In questa situazione drammatica, Quentin esce dalla porta e tira a rete col suo Spirito Guerriero. Arion cerca di fermare il tiro con il suo Spirito Guerriero ma viene sbalzato via dalla potenza del colpo; Jean-Pierre, esausto, non tenta neanche la Mano del Colosso e la Dragon Link si porta sul 4-2. A quel punto Arion scoppia in un pianto che mette fortemente in dubbio le sue reali doti di capitano. Ma proprio in quel momento spunta dalle tribune la figura di Riccardo. Quest'ultimo con parole piene di coraggio invita Arion e i suoi compagni a reagire.
La reazione finale della Raimon infatti dà i suoi frutti: tutti i giocatori, seppur a fatica, riescono a resistere all'attacco degli Spiriti Guerrieri della Dragon Link. Su una di queste azioni nasce il goal: Lucian e Ryoma vengono spazzati via da due Spiriti Guerrieri ma inaspettatamente Ryoma fa da trampolino con le gambe a Lucian che, in volo, effettua la sua Stella Nera, non con l'intento di tirare, bensì di sbaragliare i due Spiriti Guerrieri avversari. Egli ci riesce e sul pallone accorrono come fulmini Arion e Victor che tirano finalmente in porta con la loro nuovissima tecnica micidiale, il Tornado di Fuoco Doppia Direzione, che sarebbe un omaggio al celeberrimo Tornado di Fuoco di Axel Blaze. Per nulla intimorito, Quentin effettua la Corona di Fuoco ma la potenza del tiro lo scaraventa in rete: 3-4 per la Raimon.
Poco dopo Mark decide di togliere gli esausti Adé e Eugene per far entrare Hugues e Shunsuke. Questi due si liberano di un avversario con il suo Spirito Guerriero utilizzando la tecnica Incrocio Esplosivo, già usata dalla Royal Academy. Su passaggio di Hugues, Ryoma tira a rete con il suo Tiro Ancestrale. Quentin tenta la Corona di Fuoco ma il colpo di Nishiki è più forte: 4-4. Il sigillo finale lo siglano ancora Arion e Victor. Quest'ultimo, ricevuta la palla, tira a rete con la Rovesciata Micidiale L3 mentre Quentin evoca il suo Saggio Monarca, Re Bianco. Al tiro di Victor si aggiunge Arion che tira a rete con la sua Furia del Vento 2.
Quentin con la Corona di Fuoco, per la terza volta, non riesce ad opporsi e la palla entra in rete. La Raimon vince quindi la finalissima della Cammino Imperiale con il punteggio di 5-4. Mentre avvengono i festeggiamenti per la vittoria della Raimon, viene eletto come nuovo imperatore Seymour Hillman che scioglie ufficialmente il Quinto Settore e proclama definitivamente il calcio pulito. E mentre ciò avviene, Axel e il suo fedele collaboratore Austin Hobbes si ricongiungono finalmente con Mark, in un clima di gioia e felicità. La Raimon è la vincitrice del Cammino Imperiale.

## Edizione italiana
Il doppiaggio italiano è stato curato dalla Logos S.r.l. (con sede a Milano) e non più da La BiBi.it (con sede a Roma) come per la serie precedente, ed è stato diretto da Pino Pirovano e Davide Garbolino.
Il cambio di studio da Roma a Milano ha comportato, di conseguenza, il cambio di voci per alcuni personaggi già comparsi nella serie precedente.
Come accaduto per la prima serie i personaggi vengono chiamati coi nomi adottati nelle edizioni europee del videogioco, mentre quelli delle tecniche vengono per lo più tradotti in italiano anche quando sono in inglese, o sostituiti da nomi in italiano diversi dalle traduzioni. Le scritte giapponesi per i nomi delle tecniche speciali sono state rimpiazzate dai nomi italiani. Le anticipazioni dell'episodio successivo si trovano prima della sigla finale, anziché dopo come nell'originale.

### Errori
- Negli episodi 17, 20 e 34 la tecnica Rovesciata Micidiale (Death Drop) viene chiamata Stoccata Micidiale, come un'altra delle tecniche di Victor Blade (nome originale Death Sword).
- Nell'episodio 19 Riccardo Di Rigo nomina erroneamente Axel Zabel invece di Alex Zabel.
- Nell'episodio 38 la tecnica Mano del Colosso (Majin The Hand) viene chiamata Mano Irremovibile.
- Nell'episodio 44 i quattro attaccanti della Dragon Link chiamano i loro Spiriti Guerrieri Pedone Nero anziché Pedone Bianco.

## Sigle

### Sigle originali
Sigle di apertura
Le sigle di apertura sono tutte eseguite dai T-Pistonz+KMC:
1. Ten made todoke (天までとどけっ? lett. "Raggiungiamo il cielo") (ep. 1-18)
2. Naseba narunosa nanairo tamago (成せば成るのさ 七色卵? lett. "Sii ciò che sarai uovo iridescente") (ep. 19-33)
3. Ohayō! Shining Day (おはよう！シャイニング・デイ?, Ohayō！ Shainingu Dei, lett. "Buongiorno! Giorno splendente") (ep. 34-45)
4. Uchi kudaku! (打ち砕ーくっ!? lett. "Annientalo!") (ep. 46-47)

Sigle di chiusura
Le sigle di chiusura, tranne l'ultima, sono tutte di Sayaka Kitahara, doppiatrice originale del personaggio di Skie Blue:
1. Yappa seishun (やっぱ青春? lett. "Ancora adolescente") (ep. 1-18)
2. Kanari junjō (かなり純情? lett. "Piuttosto ingenuo") (ep. 19-33)
3. HAJIKE-YO!! (ep. 34-45)
4. Ohayō! Shining Day (おはよう！シャイニング・デイ?, Ohayō! Shainingu Dei, lett. "Buongiorno! Giorno splendente") dei T-Pistonz+KMC (ep. 46-47)

### Sigle italiane
La sigla di apertura è Inazuma Eleven GO! ed è la versione italiana di quella spagnola, Entrena, juega, sal a ganar, che non deriva da nessuna sigla originale: il testo e la musica sono di Mario Viñuela, la versione spagnola è cantata da Aníbal Menchaca e quella italiana da Fabio Ingrosso con la traduzione di Giancarlo Martino. In entrambi i casi le immagini sono quelle della seconda sigla di apertura originale, con solo alcuni titoli in italiano o spagnolo in basso. A differenza di quanto avviene con la maggior parte delle sigle in Italia, compare anche il testo della sigla, come nell'originale, con la differenza che nella versione italiana si evidenzia come in un vero e proprio karaoke.
La sigla di chiusura è Stella ed è la versione italiana della terza sigla di chiusura originale. Il testo è la traduzione di quello della versione spagnola, intitolata ¡Estalla!, che è diverso da quello giapponese ed è scritto sempre da Mario Viñuela. La versione italiana è sempre tradotta da Giancarlo Martino e cantata da Fabio Ingrosso, ed ha quindi una voce maschile, a differenza di quella giapponese che ha una voce femminile. La versione spagnola ha invece la voce femminile di Ana Viñuela. Le immagini sono le stesse della versione giapponese, con i titoli internazionali in inglese con l'aggiunta di quelli relativi al doppiaggio italiano (mentre nella versione spagnola sono tutti tradotti in spagnolo). Anche qui compare il testo della sigla in stile karaoke, come per quella iniziale.

## Manga

Copertina del settimo volume dell'edizione italiana

| Nº | Titolo italiano Giapponese 「Kanji」 - Rōmaji                       | Data di prima pubblicazione             | Data di prima pubblicazione              |
| Nº | Titolo italiano Giapponese 「Kanji」 - Rōmaji                       | Giapponese                              | Italiano                                 |
| 1  | Inazuma Eleven GO 1 「イナズマイレブンGO １」 - Inazuma Irebun GO 1 | 27 gennaio 2012 ISBN 978-4-09-141388-8  | 25 maggio 2016 ISBN 978-88-6883-650-4    |
| 2  | Inazuma Eleven GO 2 「イナズマイレブンGO ２」 - Inazuma Irebun GO 2 | 28 giugno 2012 ISBN 978-4-09-141487-8   | 22 giugno 2016 ISBN 978-88-6883-651-1    |
| 3  | Inazuma Eleven GO 3 「イナズマイレブンGO ３」 - Inazuma Irebun GO 3 | 26 ottobre 2012 ISBN 978-4-09-141526-4  | 27 luglio 2016 ISBN 978-88-6883-661-0    |
| 4  | Inazuma Eleven GO 4 「イナズマイレブンGO ４」 - Inazuma Irebun GO 4 | 28 dicembre 2012 ISBN 978-4-09-141569-1 | 31 agosto 2016 ISBN 978-88-6883-662-7    |
| 5  | Inazuma Eleven GO 5 「イナズマイレブンGO ５」 - Inazuma Irebun GO 5 | 28 giugno 2013 ISBN 978-4-09-141649-0   | 28 settembre 2016 ISBN 978-88-6883-663-4 |
| 6  | Inazuma Eleven GO 6 「イナズマイレブンGO ６」 - Inazuma Irebun GO 6 | 27 dicembre 2013 ISBN 978-4-09-140017-8 | 23 novembre 2016 ISBN 978-88-6883-664-1  |
| 7  | Inazuma Eleven GO 7 「イナズマイレブンGO ７」 - Inazuma Irebun GO 7 | 28 aprile 2014 ISBN 978-4-09-141744-2   | 29 dicembre 2016 ISBN 978-88-6883-665-8  |